# ФК Њирмада ИШЕ
ФК Њирмада ИШЕ (мађ. Nyírmadai Ifjúsági Sportegyesület), је мађарски фудбалски клуб. Седиште клуба је у Њирмади, Саболч-Сатмар-Берег, Мађарска. Боје клуба су жута и зелена. Тим се такмичи у НБ III група центар и Жупанијској лиги Саболч-Сатмар-Берег I и II. Своје домаће утакмице играју на Стадиону Шугар утца.

## Достигнућа
НБ III
- Друго место: 2006/07.
- треће место: 2007/08, 2008/09.

Жупанијска лиги Саболч-Сатмар-Берег I
- Шампион: 1958/59, 2005/06.